# Квінтон (Оклахома)
Квінтон (англ. Quinton) — місто (англ. town) в США, в окрузі Піттсбург штату Оклахома. Населення — 863 особи (2020).

## Географія
Квінтон розташований за координатами 35°7′30″ пн. ш. 95°22′3″ зх. д. / 35.12500° пн. ш. 95.36750° зх. д. (35.124888, -95.367388).  За даними Бюро перепису населення США в 2010 році місто мало площу 2,94 км², з яких 2,90 км² — суходіл та 0,04 км² — водойми.

## Демографія
Згідно з переписом 2010 року, у місті мешкала 1051 особа в 414 домогосподарствах у складі 268 родин. Густота населення становила 357 осіб/км².  Було 482 помешкання (164/км²).
Расовий склад населення:
| - 73,2 % — білих - 15,9 % — корінних американців - 0,5 % — чорних або афроамериканців - 0,1 % — азіатів |

До двох чи більше рас належало 9,6 %. Частка іспаномовних становила 3,5 % від усіх жителів.
За віковим діапазоном населення розподілялося таким чином: 26,2 % — особи молодші 18 років, 55,4 % — особи у віці 18—64 років, 18,4 % — особи у віці 65 років та старші. Медіана віку мешканця становила 38,2 року. На 100 осіб жіночої статі у місті припадало 89,4 чоловіків;  на 100 жінок у віці від 18 років та старших — 84,8 чоловіків також старших 18 років.
Середній дохід на одне домашнє господарство  становив 34 012 долари США (медіана — 27 411), а середній дохід на одну сім'ю — 41 352 долари (медіана — 35 156). За межею бідності перебувало 32,0 % осіб, у тому числі 41,7 % дітей у віці до 18 років та 10,9 % осіб у віці 65 років та старших.
Цивільне працевлаштоване населення становило 377 осіб. Основні галузі зайнятості: освіта, охорона здоров'я та соціальна допомога — 24,7 %, роздрібна торгівля — 16,2 %, сільське господарство, лісництво, риболовля — 13,8 %.